# Mando Diao
Mando Diao es una banda de indie rock y garage rock, con toques de los sesenta, procedente de Borlänge, Suecia. El nombre de la banda viene dado a raíz de un sueño de uno de los cantantes, Björn Dixgård.

## Historia

### Inicios
La banda nace en 1995 cuando Dixgard era guitarrista y cantante de un grupo llamado Butler, cuyos miembros cambiaban continuamente, algunos dejándola temporalmente y regresando más tarde (como Anton Grahnstrom o Fredrik Nilsson). Cuatro años después Björn Dixgård y el teclista Daniel Häglund decidieron tomar el proyecto más seriamente. Björn Dixgård se encontró con Gustaf Norén, al cual le propuso un nuevo proyecto musical, aportar sus propias letras de canciones, algo que duró seis meses, y cambiar el nombre del grupo por el de Mando Diao. Sus primeras actuaciones fueron en locales de la ciudad natal de ambos, Borlänge, en 1999. Un escritor local los describió como la mejor banda sin contrato que había escuchado. Seguidamente la sección de EMI en Suecia se interesó en ellos y firmaron un contrato. Además se incorporaron a la banda el baterista Samuel Giers y el bajista Carl Johan Fogelklou.

### Primer álbum y éxito internacional
En 2002 salió a la venta en Suecia su primer disco Bring 'Em In, donde su primer sencillo «Motown Blood» logró gran éxito. En 2003 Daniel Häglund abandona la banda siendo sustituido por Mats Björke. Ese mismo año el álbum se internacionalizó con el sencillo «Sheepdog». En 2004 el grupo es aclamado por la prensa musical considerándolo uno de los mejores del año. Su segundo disco fue Hurricane Bar, que se puso a la venta en 2005 con tres ediciones distintas, una para Europa, otra para el Reino Unido y otra para Japón, país muy apreciado por los miembros del grupo. La canción «God Knows» apareció en la banda sonora del videojuego FIFA 06 de EA Sports.
En septiembre de 2006 lanzaron su tercer disco, Ode to Ochrasy, y en agosto de 2006 realizaron una gira por Japón y en noviembre otra por Europa. 
Han actuado en los principales festivales musicales europeos como el Festival de Benicàssim, el Rock am Ring en Alemania o el de Reading-Leeds en Inglaterra; y en 2008, en los festivales Rock in Rio de Madrid y Ebrovisión de Miranda de Ebro, en España. En febrero de 2009 actuaron en el festival MTV Winter de Valencia, y en el mes de abril dieron conciertos en Barcelona, Bilbao, Madrid y Atarfe (Granada), estos dos últimos como teloneros de Franz Ferdinand en su gira europea.En 2011 tocan en el low cost festival de Benidorm.
En agosto de 2014 tocan en el Arenal Sound de Burriana (Castellón) y en octubre en el BIME Live 2014 en Bilbao. En agosto de 2015 participan en el Noroeste Pop Rock en La Coruña. En agosto de 2016 participarán en el festival Sonorama-Ribera, en Aranda de Duero (Burgos), y en octubre actuarán en el festival Interestelar en Sevilla.
En 2016 participaron como cabeza de cartel en el Low Festival de Benidorm, y en 2017 lo volvieron a Les Arts de Valencia.

## Miembros de la banda
- Björn Dixgård - cantante y guitarrista (1995-presente)
- Carl Johan Fogelklou - bajista (1999-presente)
- Patrik Heikinpieti - batería (2011-presente)
- Jens Siverstedt (guitarra), 2015 - presente
- Daniel Häglund - órgano 1995-presente

### Antiguos miembros
- Samuel Giers - batería (1999-2011)
- Fredrik Nilsson - bajista (1998-1999)
- Anton Grahnstrom - batería (1998-1999)
- Mats Bjorke - órgano (2003-2014)
- Gustaf Norén - cantante, guitarrista, y percusión (1999-2015)

## Discografía

### Álbumes
- Bring'Em In (octubre de 2002): que logró ser disco de oro en Japón, Suecia y Alemania.
- Hurricane Bar (septiembre de 2004): amplió el alcance internacional de Mando Diao.
- Ode to Ochrasy (agosto de 2006): álbum concepto con 14 temas dedicados cada uno a un personaje. distinto de los que se encontraron en su gira.
- Never Seen the Light of Day (octubre de 2007).
- Give Me Fire (febrero de 2009)
- MTV Unplugged - Above and Beyond (noviembre de 2010): álbum acústico con gran parte de sus éxitos, contando con la colaboración de numerosos artistas internacionales.
- INFRUSET (octubre de 2012)
- Aelita (2014)
- Good Times (2017)
- Bang (2019)
- I Solnedgången (2020)

### Sencillos y EP
- 2014
  - Black Saturday
- 2012
  - Strövtåg i hembygden
- 2011
  - Christmas Could Have Been Good
- 2010
  - Down In The Past (from the MTV Unplugged live show)
  - Nothing Without You
- 2009
  - Gloria
  - Dance With Somebody
  - Mean Street
- 2007
  - If I Don't Live Today, Then I Might Be Here Tomorrow
- 2006
  - Long Before Rock'n'Roll
- 2005
  - You Can´t Steal My Love
  - God Knows- vinyl 7 (UK only)
  - God Knows (UK version)
  - You Can´t Steal My Love (UK version)
  - Down In The Past
- 2004
  - Paralyzed (UK version)
  - God Knows
  - Clean Town
  - Sheepdog- Vinyl 7
  - Clean Town EP (Japanese version)
  - Paralyzed EP
  - Paralyzed EP (US version)
- 2003
  - Sheepdog EP (Japanese version)
  - Sheepdog
  - The Band
- 2002
  - Mr Moon
  - Motown Blood EP